# Machlolophus spilonotus
El carbonero carigualdo chino (Machlolophus spilonotus) es una especie de ave paseriforme de la familia Paridae propia del sureste de Asia.

## Distribución y hábitat

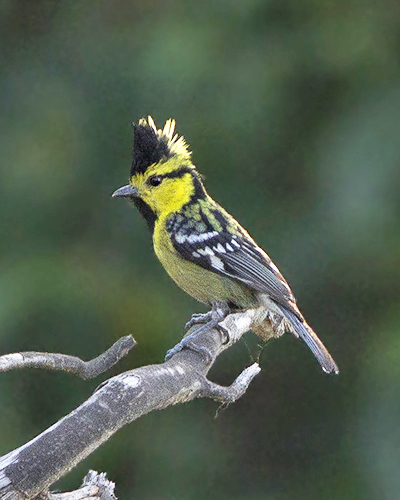
Ejemplar en el parque nacional del Valle del Neora, India.

Se extiende desde el noreste del subcontinente indio por el norte del sudeste asiático y sus montañas llegando hasta el sureste de China; distribuido por Bangladés, Bután, el sur de China, Hong Kong, noreste de la India, Laos, Birmania, Nepal, Tailandia y Vietnam.
Su hábitat natural son los bosques húmedos subtropicales y bosques húmedos tropicales de montaña. 

## Taxonomía
El carbonero carigualdo chino anteriormente se clasificaba en el género  Parus, y se trasladó al género Machlolophus tras un estudio filogenético publicado en 2013 que mostró que este nuevo género formaba un clado.